# Короткометражки «Симпсонов» Disney+
Короткометражные фильмы «Симпсонов» Disney+ — серия короткометражных рекламных фильмов, основанных на мультсериале «Симпсоны», созданные для Disney+. По состоянию на 2023 год было выпущено семь короткометражных фильмов, начиная с фильма «Пробуждение силы после тихого часа», последним короткометражным фильмом является «Изгой, а не одиночка».
Все короткометражки были сняты давним режиссёром «Симпсонов» Дэвидом Силверманом и сняты компаниями Gracie Films и 20th Television Animation.

## Предыстория
«Симпсоны» появились в короткометражках, которые транслировались в качестве повторяющегося сегмента в эстрадном телесериале «Шоу Трейси Ульман» в течение трёх сезонов, прежде чем персонажи перешли в собственный получасовой сериал в прайм-тайм.
После выхода мультфильма «Симпсоны в кино» вышли два короткометражных мультфильма с участием Мэгги Симпсон: «Симпсоны: Мучительная продлёнка», выпущенный с мультфильмом «Ледниковый период 4: Континентальный дрейф», и «Свидание в песочнице с судьбой», выпущенный с мультфильмом «Вперёд».
Когда «Симпсоны» были добавлены в Disney+, соавтор и исполнительный продюсер Джеймс Л. Брукс предложил создать серию короткометражных фильмов, в которых Симпсоны «вторгнутся в остальную часть Disney+» в качестве способа продвижения «Симпсонов» и охвата зрителей, которые, возможно, не были знакомы с сериалом.

## Короткометражки
| Название                                                                                           | Режиссёр        | Автор сценария                                                                | Дата премьеры   |
| -------------------------------------------------------------------------------------------------- | --------------- | ----------------------------------------------------------------------------- | --------------- |
| «Пробуждение силы после тихого часа» «The Force Awakens from Its Nap»                              | Дэвид Силверман | Джоэль Х. Коэн, Эл Джин и Майкл Прайс                                         | 4 мая 2021      |
| «Добро, Барт и Локи» «The Good, the Bart, and the Loki»                                            | Дэвид Силверман | Элизабет Кирнан Аверик, Джессика Конрад, Джон Фринк, Эл Джин и Джефф Уэстбрук | 7 июля 2021     |
| «Плюсогодовщина» «The Simpsons in Plusaversary»                                                    | Дэвид Силверман | Джоэль Х. Коэн, Джессика Конрад, Эл Джин, Лони Стил Состханд и Дэн Веббер     | 12 ноября 2021  |
| «Когда Билли встретила Лизу» «When Billie Met Lisa»                                                | Дэвид Силверман | Элизабет Кирнан Аверик, Броти Гупта, Эл Джин, Сезар Мезариегос и Дэвид Миркин | 22 апреля 2022  |
| «Добро пожаловать в клуб» «Welcome to the Club»                                                    | Дэвид Силверман | Дж. Стюарт Бернс, Джоэль Х. Коэн, Эл Джин, Кристин Нангл и Лони Стил Состханд | 8 сентября 2022 |
| «Симпсоны знакомятся с Бочелли в Фелис-Навидад» «The Simpsons Meet the Bocellis in ’Feliz Navidad» | Дэвид Силверман | Джоэль Х. Коэн, Эл Джин, Райан Кох и Дэвид Миркин                             | 15 декабря 2022 |
| «Изгой, а не одиночка» «Rogue Not Quite One»                                                       | Дэвид Силверман | Эл Джин, Райан Кох, Лони Стил Состханд, Дэн Веббер и Джефф Уэстбрук           | 4 мая 2023      |
| «Да пребудет с тобой 12-е мая» «May the 12th Be With You»                                          | Дэвид Силверман | Джоэль Х. Коэн, Эл Джин, Дэвид Миркин и Джефф Уэстбрук                        | 10 мая 2024     |
| «Самое чудесное время года» «The Most Wonderful Time of the Year»                                  | Дэвид Силверман | Дж. Стюарт Бернс, Броти Гупта, Эл Джин и Дэн Грини                            | 11 октября 2024 |

### Пробуждение силы после тихого часа
Пробуждение силы после тихого часа вышел 4 мая 2021 года на Disney+ в день «Звёздных войн».

### Добро, Барт и Локи
«Добро, Барт и Локи» — второй рекламный короткометражный фильм после мультфильма «Пробуждение силы после тихого часа», который связан с брендами Disney+. Фильм снят Дэвидом Силверманом и празднует кинематографическую вселенную Marvel, особенно её сериал «Локи», а Том Хиддлстон повторил свою роль Локи. Короткометражка вышла 7 июля 2021 года на Disney+ вместе с пятым эпизодом «Локи».

### Плюсогодовщина
«Плюсогодовщина» дебютировала на Disney+ в его вторую годовщину в 2021 году и является третьим рекламным короткометражным фильмом, выпущенным для Disney+. Короткометражка была снята Дэвидом Силверманом и вышла 12 ноября 2021 года — в День Disney+. В короткометражке в таверне Мо проходит вечеринка Disney+, на которую приглашены все, кроме Гомера.

### Когда Билли встретила Лизу
«Когда Билли встретила Лизу» — четвёртый рекламный короткометражный фильм, снятый для Disney+. Как и предыдущие короткометражки, он был снят Дэвидом Силверманом и вышел 22 апреля 2022 года.

### Добро пожаловать в клуб
«Добро пожаловать в клуб» — пятый короткометражный фильм «Симпсонов», снятый для Disney+. Он вышел 8 сентября 2022 года в честь Дня Disney+. Лиза входит в замок, чтобы стать официальной диснеевской принцессой, но становится злодейкой.

### Симпсоны знакомятся с Бочелли в Фелис-Навидад
«Симпсоны знакомятся с Бочелли в Фелис-Навидад» — шестой короткометражный фильм «Симпсонов», снятый для Disney+. Он вышел 15 декабря 2022 года. Семья Симпсонов празднует Рождество вместе с Андреа Бочелли и его семьей, Маттео Бочелли и Вирджинией Бочелли.

### Изгой, а не одиночка
«Изгой, а не одиночка» — седьмой короткометражный фильм, снятый для Disney+. Он был вышел 4 мая 2023 года в честь Дня «Звёздных войн».

### Да пребудет с тобой 12-е мая
«Да пребудет с тобой 12-е мая» — Сегодня День матери, и Мардж Симпсон присоединяется к мамам Disney+ в специальной праздничной прогулке, которая превращается в эпическое галактическое приключение, наполненное героями, злодеями.

### Самое чудесное время года
«Самое чудесное время года» — Сайдшоу Боб объединяется с самыми пресловутыми злодеями «Disney+», чтобы поделиться настоящим значением сезона Хэллоуина.